# 北門町 (嘉義市)

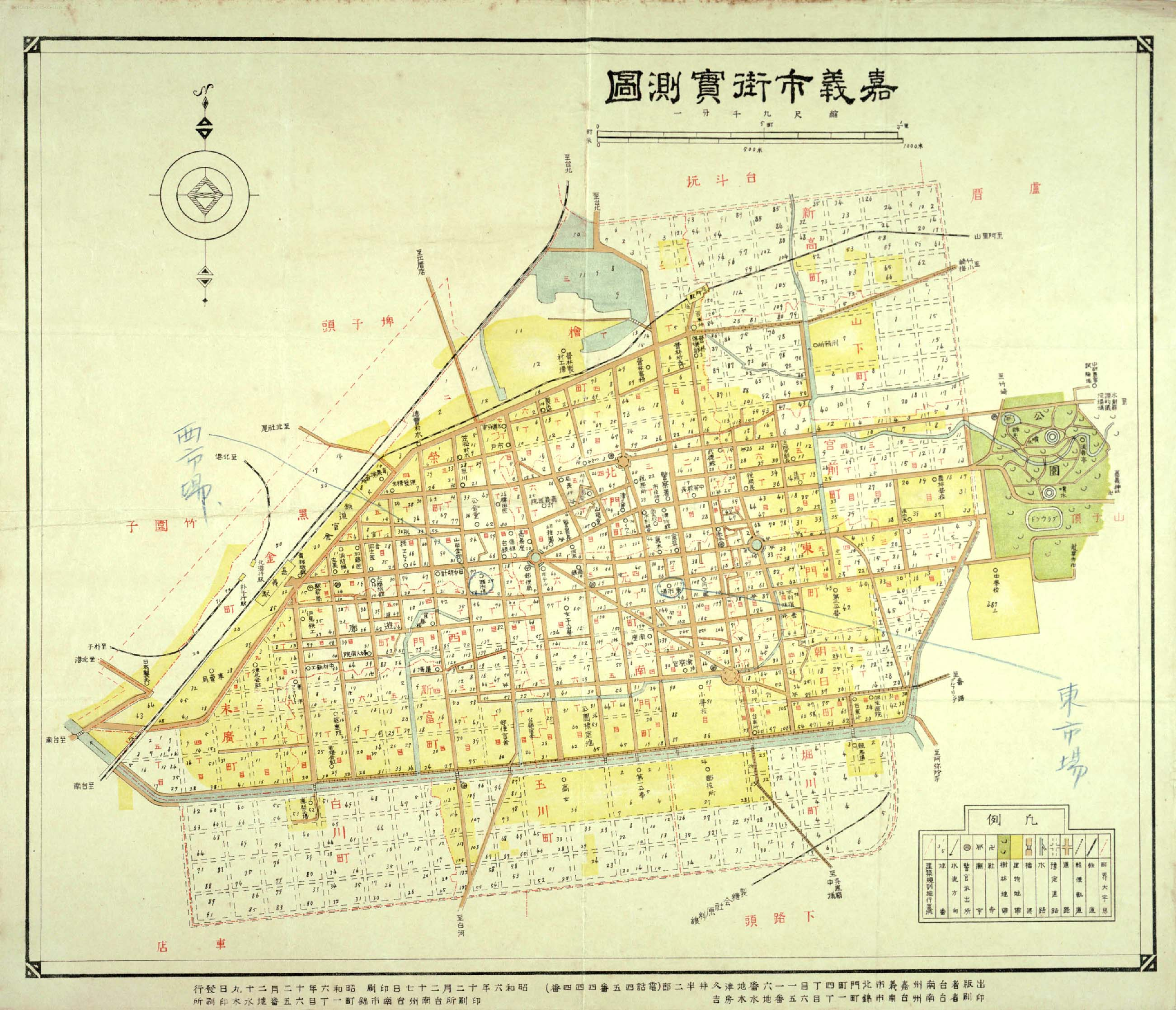
1931年嘉義市街圖

北門町是台灣日治時期台南州嘉義市之行政區，位在檜町之南，由東至西分為7個丁目，現共和路、光彩街、文化路與民權路之間的地區，為現今地籍北門段一至七小段之範圍。其名稱源自町內的北門圓環，為嘉義縣城北門所在地。町內有市役所、稅務所等公家機關，為行政機能區。

## 町內設施
- 一丁目：嘉義武德殿
- 二丁目：嘉義市民館
- 三丁目：嘉義稅務出張所、嘉義警察署、嘉義市役所、台南州衛生課試驗室嘉義分室、嘉義市圖書館（1924年設立在嘉義公會堂內，1933年遷到嘉義稅務出張所內[2]）、嘉義市博物館
- 四丁目：嘉義市公設質舖、臺灣日日新報社嘉義支局、北門町派出所
- 五丁目：淨土宗法隆寺
- 六丁目：嘉義幼稚園、嘉義醫院
- 七丁目：嘉義座、羅山信用組合[3]